# 에드워드 모스
에드워드 모스(Edward Moss, 1977년 7월 11일 ~ )는 미국의 배우, 무용가이다.
로스앤젤레스에서 태어났다.

## 영화
- 밤부 샤크 (2011년) - 마이클 잭슨 역
- 데이트 영화 (2006년)
- 무서운 영화 3 (2003년)